# Agrihan
Agrihan (dawniej Agrigan) – wyspa w archipelagu Marianów Północnych, na Oceanie Spokojnym, będących terytorium zależnym Stanów Zjednoczonych. Ma powierzchnię 47 km² i leży 350 km na północ od Guam.
Wyspa była ostatnim punktem oporu rdzennej ludności Czamorro przeciw Hiszpanom, którzy okupowali Mariany pod koniec XVII wieku. W 1810 koloniści ze Stanów Zjednoczonych i Hawajów próbowali założyć plantacje, ale w wyniku sprzeciwu administracji hiszpańskiej opuścili wyspę. W 1990 ewakuowano Agrihan i okoliczne wyspy z powodu zagrożenia aktywnością wulkanu Mount Agrihan. Erupcja jednak nie nastąpiła i niedługo potem umożliwiono ponowne zasiedlanie tych terenów. Mimo to wyspa przez długi czas pozostawała niezamieszkana i dopiero około roku 2000 wrócili nieliczni mieszkańcy.